# Juventude Sport Campinense
A Juventude Sport Campinense é um clube português, localizado na cidade de Loulé, concelho de Loulé, distrito de Faro. Foi fundado em 1947.
A equipa joga os seus jogos em casa no Estádio Municipal de Loulé, que tem capacidade para 5 000 espectadores.
Já disputou a Taça de Portugal por 12 vezes com a melhor performance a ocorrer em 1981/82 quanto atingiram os 1/32 de final.

## Futebol

### Histórico em Futebol(inclui 07/08)
|                   | Nº Presenças | Títulos |
| ----------------- | ------------ | ------- |
| Temporadas na 1ª  | 0            |         |
| Temporadas na 2ª  | 1            |         |
| Temporadas na 2ªB | 0            |         |
| Temporadas na 3ª  | 9            |         |
| Taça de Portugal  | 12           |         |
| Taça da Liga      | 0            |         |

### Ligas[4][3]
- 2005-2006 - 1ª divisão distrital da Associação de Futebol do Algarve
- 2006-2007 - 3ª divisão nacional da Federação Portuguesa de Futebol